# Ebbe Sand
Pour les articles homonymes, voir Sand.
Ebbe Sand, né le 19 juillet 1972 à Hadsund au Danemark, est un footballeur international danois.
Il est le frère jumeau de Peter Sand, aussi footballeur professionnel.
En mars 2022, Ebbe Sand est élu meilleur attaquant de l'histoire du championnat du Danemark par la chaîne danoise TV3 Sport (en).

## Biographie

### Enfance et formation
Ebbe Sand possède un jumeau Peter. Dès leur enfance, les deux frères règlent leurs comptes avec le ballon dans le jardin de la maison familial d'Hadsund, dans le nord du Danemark. Depuis leur plus jeunes âges, la doublette Sand écument les terrains du Jutland avec le Hadsund BK, club du village situé entre Aalborg et Aarhus. Au niveau régional, le tandem (Ebbe attaquant et son frère milieu récupérateur) montre un réel potentiel bien que le football ne soit pas leur priorité.

### Amateur puis professionnel à Brøndby (1992-1999)
Au début de l'année 1992, à 19 ans, Ebbe signe un contrat amateur avec le Brøndby IF. Dans la banlieue de Copenhague, il jongle entre université et les entraînements avec le groupe professionnel. En 1994, Sand débute en première division. Le 1er janvier 1997, son diplôme d'ingénieur en bâtiment en poche, Ebbe signe son premier contrat professionnel, à 24 ans. En D1, il croise son frère Peter aussi ingénieur et professionnel au FC Midtjylland.
Des deux frères, Ebbe est celui qui explose au plus haut niveau. Élu joueur de l'année et sacré meilleur buteur (28 buts), il remporte le doublé national Coupe-Championnat en 1998 et devient international. Fin aout 1998, la nouvelle secoue les supporters du pays : Ebbe est atteint d'un cancer des testicules. Opéré avec succès, l'international danois retrouve les terrains en octobre de la même année avec réussite au terme de la saison (19 buts en 31 matchs). L'été venu, Schalke 04 débourse 5,5 M€ pour obtenir ses services.

### Buteur de Schalke 04 (1999-2006)
Après avoir signé un contrat de quatre saisons, la nouvelle aventure commence par une fracture du nez début septembre. C'est affublé d'un masque protégeant sa blessure qu'il inscrit son premier but allemand lors de la cinquième journée où il offre la victoire à sa nouvelle équipe contre le promu Unterhaching (1-0). Grâce aux quinze buts de son attaquant, le club de Gelsenkirchen sauve sa place en Bundesliga.
Pour sa seconde saison, sûr de ses capacités et bien épaulé par Émile Mpenza, Sand multiplie les coups d'éclat. Face au Bayern Munich, lors du match aller, il inscrit le but de la victoire (3-2) infligeant leur première défaite de la saison aux Munichois puis, au match retour, s'offre un triplé sur le terrain bavarois (1-3). Finalement, la gâchette des Bleus termine en tête du classement des buteurs avec Sergej Barbarez (22 réalisations). Mais d'un point de vue collectif, Schalke 04 est champion seulement quatre minutes avec de voir le Bayern conserver sa première place. Sand remporte tout de même la Coupe d'Allemagne quelques jours plus tard contre l'Union Berlin (2-0). Heureux à Gelsenkirchen, le Danois signe alors un nouveau contrat lui garantissant un peu plus de 3 M€ par an jusqu'en juin 2005.
Lors de la saison 2001-2002, Sand découvre la Ligue des champions.
Le 6 novembre 2002, Sand réalise un triplé contre le Borussia Mönchengladbach, à l'occasion d'une rencontre de coupe d'Allemagne 2002-2003. Il permet ainsi à son équipe de s'imposer par cinq buts à zéro.
Avec Schalke il atteint les demi-finales de la Coupe UEFA 2005-2006, contre le Séville FC. S'il ne participe pas au match aller le 20 avril 2006 (0-0), il est présent et entre en jeu lors de la défaite synonyme d'élimination lors du match retour, le 27 avril suivant (1-0 après prolongations).

### En équipe du Danemark (1998-2004)
En train de survolé la saison 1997-1998 en club (doublé Coupe-Championnat, meilleur joueur et meilleur buteur), Ebbe Sand fête sa première sélection contre la Norvège le 22 avril 1998 (défaite 0-2 des Danois). Il gagne ensuite le droit de participer à la Coupe du monde 1998 en France.
Durant le huitième de finale des Danois contre le Nigeria, où Ebbe fête sa sixième cape, l'attaquant bat un record en inscrivant son premier but international : entré à la 58e minute, il marque seulement seize secondes après son entrée en jeu, soit le but d'un remplaçant le plus rapide de l'histoire de la Coupe du monde de la FIFA.
Après avoir convaincu lors de sa première saison à Schalke 04, Sand enchaîne sur l'Euro 2000. Mais il se montre discret à la pointe de l'attaque danoise. Il termine par la suite meilleur buteur (9 buts) de la sélection danoise invaincue lors des éliminatoires à la Coupe du monde 2002.

### Reconversion
Le 31 octobre 2018 est annoncé l'accession d'Ebbe Sand au poste de directeur sportif du club de Brøndby IF. En juillet 2019 il est remplacé par Carsten V. Jensen, le Brøndby IF offre dans le même temps un nouveau poste à Sand mais ce dernier refuse.

## Style de jeu
Ebbe Sand est un joueur courageux qui ne s'arrête pas devant une blessure ou une fois arrivé au plus haut niveau. Puissant et rapide, doté d'une bonne frappe du pied droit, il excelle dans le domaine aérien.

## Palmarès

### En club
- Champion du Danemark en 1996, en 1997 et en 1998 avec Brøndby IF
- Vainqueur de la Coupe du Danemark en 1994 et en 1998 avec Brøndby IF
- Vainqueur de la Coupe d'Allemagne en 2001 et en 2002 avec Schalke 04
- Vainqueur de la Coupe de la Ligue d'Allemagne en 2005 avec Schalke 04

### EnÉquipe du Danemark
- 66 sélections et 22 buts entre 1998 et 2004
- Participation à la Coupe du Monde en 1998 (1/4 de finaliste) et en 2002 (1/8 de finaliste)
- Participation au Championnat d'Europe des Nations en 2000 (Premier Tour) et en 2004 (1/4 de finaliste)

### Distinctions individuelles
- Élu meilleur joueur danois de l'année en 1998 et en 2001
- Meilleur buteur du championnat du Danemark en 1998 (28 buts)
- Meilleur buteur du championnat d'Allemagne en 2001 (22 buts)

### Anecdote
- Le Danois marque le but le plus rapide d'un remplaçant, de l'histoire de la Coupe du Monde en 1998 : contre le Nigéria, il marque 16 secondes à peine après être entré en jeu (victoire 4-1)